# Баґратуні
Баґратуні (вірм. Բագրատունիներ), також Баґратиди, — вірменський князівський рід, один з найзначущих княжих родів Південного Кавказу. З 885 по 1045 роки був царською династією Вірменії. У Сакартвело рід зберігав царський титул аж до ⅩⅨ століття. Також династія правила в сусідній Кавказькій Албанії.

## Походження
На думку Миколи Адонца, ця династія бере свій початок на прикордонній з Іраном або Атропатіній околиці Вірменії. За повідомленнями Мовсеса Хоренаці, Антіох III для повалення Єрванда IV і затвердження Арташеса I на троні Вірменії передав його сподвижника, Смбату Багратуні, частина сирійського і атропатенського війська. Представник Багратідів також вінчав Арташеса на трон і отримав від нього «сан пов'язуючого корону». Цей титул, згідно вірменським джерел, був в роду Багратидів традиційним. Іраністка Анаіт Периханян вважає, що думка Адонца про атропатено- мідійського походження династії знаходить підтвердження при аналізі першоджерел. Як зазначає фахівець з історії аристократичних родів Закавказзя К. Л. Туманов, Багратіди, були початково династичними князями області Спер на північному заході Вірменії (нині Іспір в Туреччині), мали місцеве вірмено- іранське або навіть, можливо, урартське походження. Згідно Аллі Тер-Саркісянц, спосіб утворення назви роду свідчить про його урартське походження. 
Як відзначають Роберт Хьюсен та Кирило Туманов, Багратіди були гілкою Єрвандідів - царської династії у Вірменії. 
Також як і Єрвандіди, Багратіди спочатку претендували на походження від бога Сонця. Після прийняття Вірменією християнства, як і більшість вірменських князів, вони стверджували про походження від міфічного прабатька вірмен Гайка. Пізніше з'явилася версія про єврейське походження, що виникла під біблійним впливом. Цю версію приводить вірменський історик Мовсес Хоренаці, який приписав походження Багратідів від якогось принца Шамбота (Шамбат, вірм. Смбат), одного з юдейських бранців, привезеного до Вірменії царем Гайком. Ту ж версію можна зустріти і в іншого середньовічного історика Мовсеса Каганкатваці. Роберт Томсон [en] з Оксфордського університету зазначає, що середньовічні вірменські історики проводили паралелі між історією вірмен і євреїв, а деякі з них намагалися знайти фізичну спорідненість між двома народами за допомогою вигаданих родоводів. Фактично ж вірменська знать не мала єврейської крові в своїх жилах. 
Назва династії походить від давньоперського слова «bagadata» 

## Історія роду
При арабах, в VIII-IX століттях, княжий рід Багратідів поступово об'єднав під своєю владою більшу частину Вірменії, зокрема її східні області. Першим царям Багратідам (Ашот I, Смбат I, Ашот II Залізний) підпорядковувалися також деякі райони Південної Вірменії. Центром їх володінь став Ширак (басейн верхньої і середньої течії річки Ахурян). 
Засновником царської династії Багратідів став Ашот I (пом. 891). У 861 році багдадський двір визнав його «князем князів». Він підпорядкував собі великих вірменських феодалів, домігся підтримки Вірменської церкви, а в середині 880-х років завдав поразки арабським військам. Після цього  арабський халіф і візантійський імператор, які змагалися між собою, в 885 році надіслали  Ашоту по короні,  таким чином визнавши незалежність Вірменії. Надалі вірменські правителі забезпечували незалежність і процвітання своїх володінь, майстерно граючи на протиріччях між могутніми сусідами. 
Ашот II Залізний (правив в 914-928) у 921 році розбив арабське військо на березі озера Севан і звільнив від арабів більшу частину Вірменії. У 922 році халіфат змушений був визнати його володарем Вірменії. Ашот II прийняв титул «царя царів» - шахіншах (колись був прийнятий серед могутніх владик Стародавнього Сходу), визнаний Багдадом і візантійцями. 
Ашот III Милостивий (953-977) створив сильну постійну армію. В 961році переніс свою резиденцію з Карса в Ані - саме під назвою Анійське царство вірменська середньовічна держава і увійшла в історію. 
Феодальна роздрібленість вела до утворення окремих вірменських царств - Васпураканського (908), Карського (963), Сюнійського (987) і Ташир-Дзорагетського (978), які перебували в васальних відносинах з Багратідами. Чвари між феодалами і вищим духовенством полегшили експансію Візантії. 
У 1045 році після захоплення столиці країни, міста Ані, Візантією і розпаду Вірменії існування старшої гілки династії Багратідів припинилося. Незабаром ці території були захоплені турками-сельджуками, так в 1064 році під їх ударами здалася колишня столиця Вірменії - Ані. Останній представник старшої гілки династії, Гагік II був обманом захоплений візантійцями під час переговорів у Константинополі та був звільнений тільки після того, як  зрікся свого царства. В якості компенсації йому була передана у володіння фема Харсіан. Був вбитий в 1079/80 році. 
Центр вірменської державності змістився південніше - в Кілікійське царство, яке очолила династія Рубенідів, заснована в 1080 році наближеним і родичем Анійського царя Рубеном I.

## Галерея

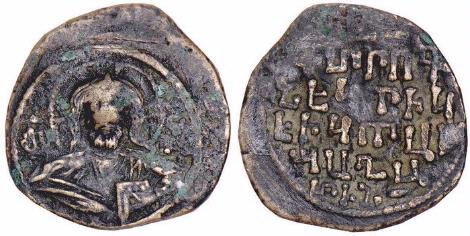
Монети Багратідів Лорі, друга половина XI  століття.
Один з використовуваних анійськими Багратідами символів.
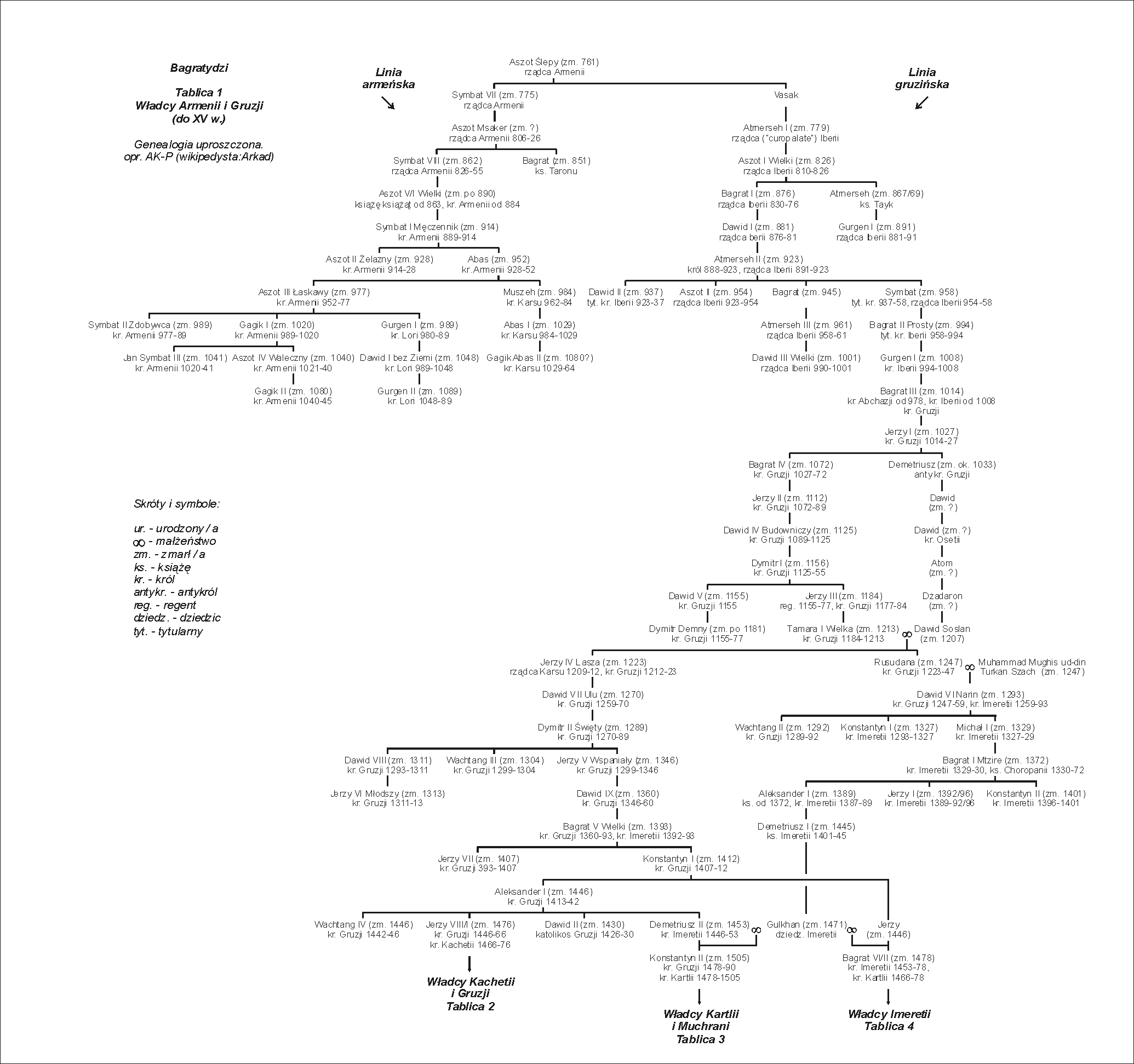
Генеалогічне древо династії Багратідів.
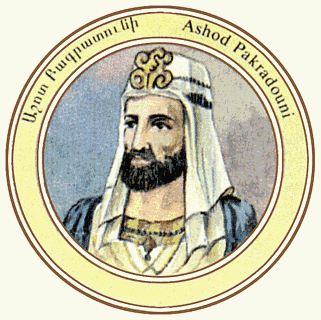
Ашот I Великий (885-891) - засновник царської династії.
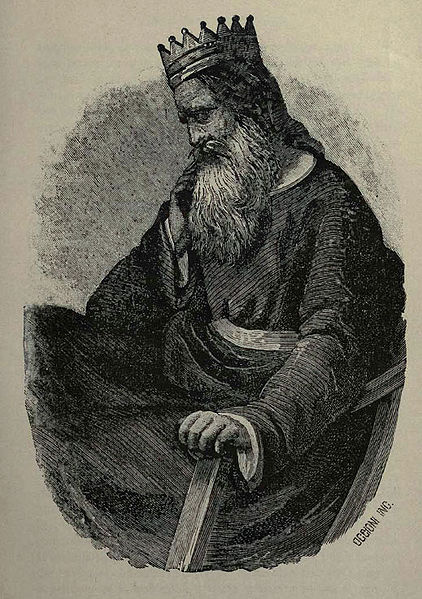
Ашот II Залізний (914-929) - цар Вірменії (з 914), шахіншах вірменський і грузинський (з 922).
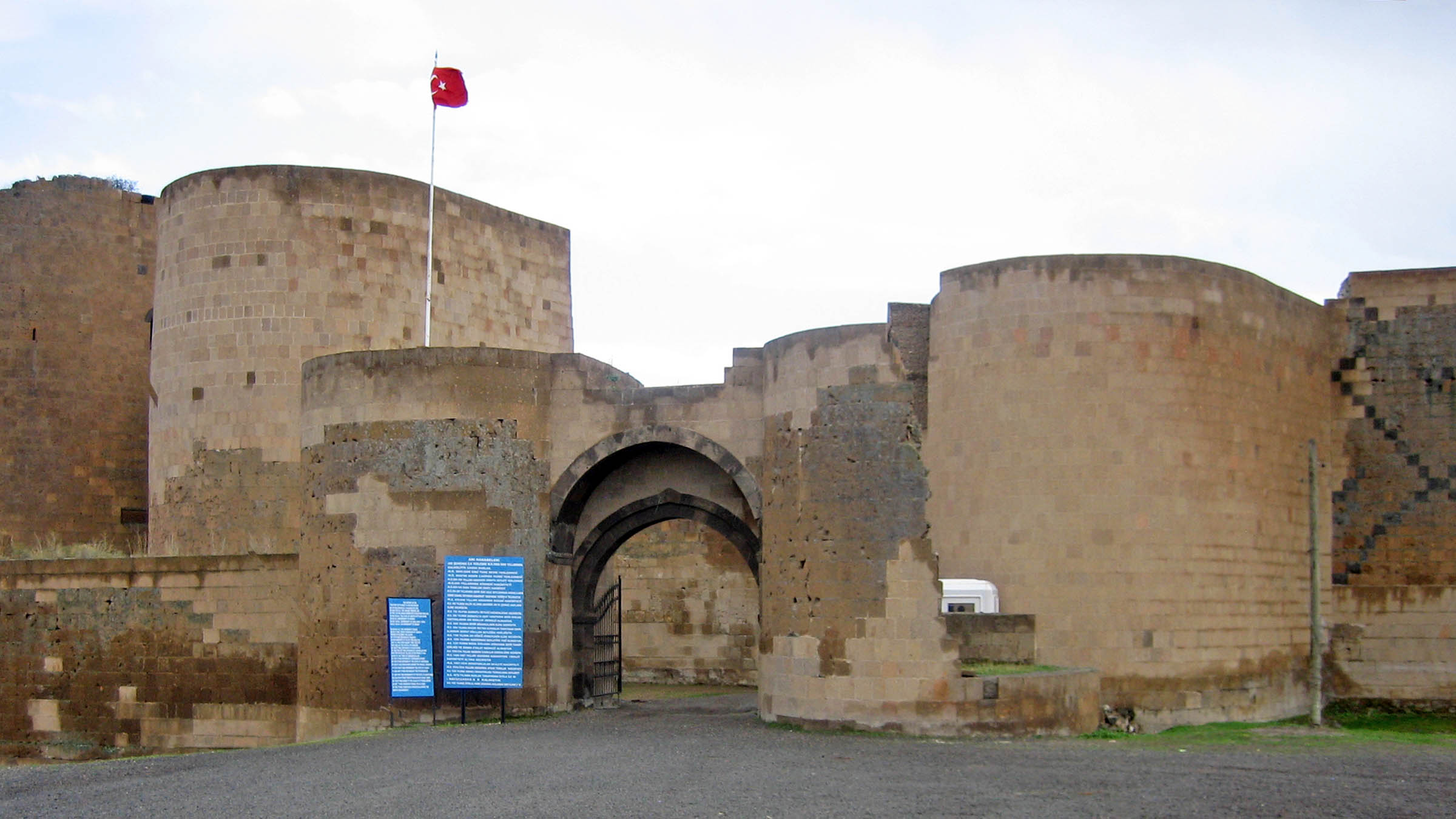
Міські стіни Ані, столиці Багратідської Вірменії (нині на території Туреччини )
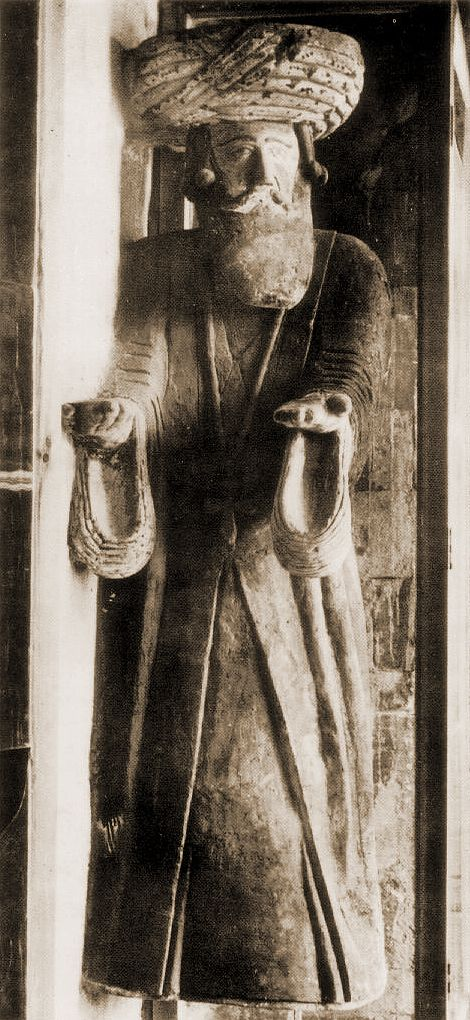
статуя Гагіка  I, знайдена під час розкопок в Ані. На руках статуї знаходився макет церкви.